# Le Géant qui pleure
Le Géant qui pleure est le second album de la série Donjon Monsters, situé au niveau 3,5 de la saga Donjon. Dessiné par Jean-Christophe Menu, écrit par Lewis Trondheim et Joann Sfar et mis en couleur par Walter, il a été publié en octobre 2001 par l'éditeur français Delcourt.